# Balšský kriketový stadion
Balšský kriketový stadion (paštsky: د بلخ کرکټ لوبغالی ; darísky: ورزشگاه کرکت بلخ ) je kriketový stadion v Mazáre Šeríf v Afghánistánu. V současné době je ve výstavbě s finanční pomocí USAID a Indie.
Stadion je schopen hostit mezinárodní zápasy konající se v Afghánistánu. Ten se v roce 2017 stal řádným členem ICC.